# ژوهنسونز ایر
ژوهنسونز ایر (به انگلیسی: Johnsons Air) یک شرکت هواپیمایی است که دفتر مرکزی آن در آکرا، غنا واقع شده‌است.